# GSカルテックス杯プロ棋戦
GSカルテックス杯プロ棋戦（GSかるてっくすはいプロきせん、GS칼텍스배 프로기전）は、韓国の囲碁の棋戦。1995年に、テクロン杯プロ棋戦として創設。1999年からはLG精油杯プロ棋戦に改名。2005年からは現在の名称となる。
- 主催 毎日経済新聞、毎経TV、韓国棋院
- 後援 (第1-3期)テクロン、(第4-9期)LGカルテックス精油、(第10期-)GSカルテックス
- 優勝賞金 (-16期）5000万ウォン、(17期-)7000万ウォン

2017年時点で韓国では全棋士出場できる棋戦であり、その内賞金制棋戦の増加する中で予選から対局料が支給される唯一の棋戦となっている。

## 方式
- 第1-10期は、16人によるトーナメント戦で、決勝戦は五番勝負。
- 第11-16期は、8人によるリーグ戦で、1位が前期の優勝者と挑戦手合五番勝負。リーグ戦上位4名が次期シード。
- 第17期からは、24人によるトーナメント戦で、決勝戦は五番勝負。
- コミは6目半
- 持時間は、第1-10期は各4時間（予選は3時間）、11-16期は各3時間、17期からは各10分、40秒の秒読み3回。

## 歴代優勝者と決勝戦・挑戦手合
（左が優勝者）
1. 1996年 劉昌赫 3-2 曺薫鉉
2. 1997年 李昌鎬 3-0 崔明勲
3. 1998年 李昌鎬 3-0 崔明勲
4. 1999年 徐奉洙 3-2 劉昌赫
5. 2000年 崔明勲 3-1 芮廼偉
6. 2001年 李昌鎬 3-0 崔明勲
7. 2002年 李世乭 3-1 崔明勲
8. 2003年 李昌鎬 3-0 趙漢乗
9. 2004年 李昌鎬 3-0 朴永訓
10. 2005年 崔哲瀚 3-2 李昌鎬
11. 2006年 李世乭 3-0 崔哲瀚
12. 2007年 朴永訓 3-2 李世乭
13. 2008年 朴永訓 3-0 元晟溱
14. 2009年 趙漢乗 3-1 朴永訓
15. 2010年 元晟溱 3-1 趙漢乗
16. 2011年 朴廷桓 3-0 朴永訓
17. 2012年 李世乭 3-2 朴永訓
18. 2013年 金志錫 3-0 李世乭
19. 2014年 金志錫 3-0 崔哲瀚
20. 2015年 睦鎮碩 3-1 崔哲瀚
21. 2016年 李東勲 3-0 尹贊喜
22. 2017年 安国鉉 3-2 金志錫
23. 2018年 申眞諝 3-2 李世乭
24. 2019年 申真諝 3-0 金志錫
25. 2020年 申真諝 3-0 金志錫
26. 2021年 申真諝 3-2 卞相壹
27. 2022年 申真諝 3-0 卞相壹
28. 2023 卞相壹 3-0 崔精
29. 2024 申旻埈 3–0 朴常鎭
30. 2025年 申真諝 3-0 安成浚